# 오남역
오남역(Onam Station, 梧南驛)은 경기도 남양주시 오남읍에 있는 진접선의 전철역이다.이역부터 진접역 까지 지하 구간이다.

## 역사
- 2014년 12월 10일: 착공
- 2021년 8월 6일: 철도거리표 고시 및 역명 확정[2]
- 2022년 3월 19일: 개통

## 역 구조
2면 2선의 상대식 승강장을 갖춘 지하역이며, 승강장은 스크린도어가 설치돼 있다.
| 진접 ↑       |
| \| 상        |
| ↓ 별내별가람 |

| 상행 | ● 수도권 전철 4호선 | 진접 방면                   |
| 하행 | ● 수도권 전철 4호선 | 창동 · 남태령 · 오이도 방면 |

## 역 주변
- 양지교차로
- 진건천
- 새샘유치원
- 오남초등학교
- 오남중학교
- 양오초등학교
- 양지초등학교
- 어람초등학교
- 어람중학교
- 진접고등학교
- 광동중학교
- 광동고등학교
- 양지1리노인회관
- 양지2리노인회관
- 남양주북부경찰서

## 사진

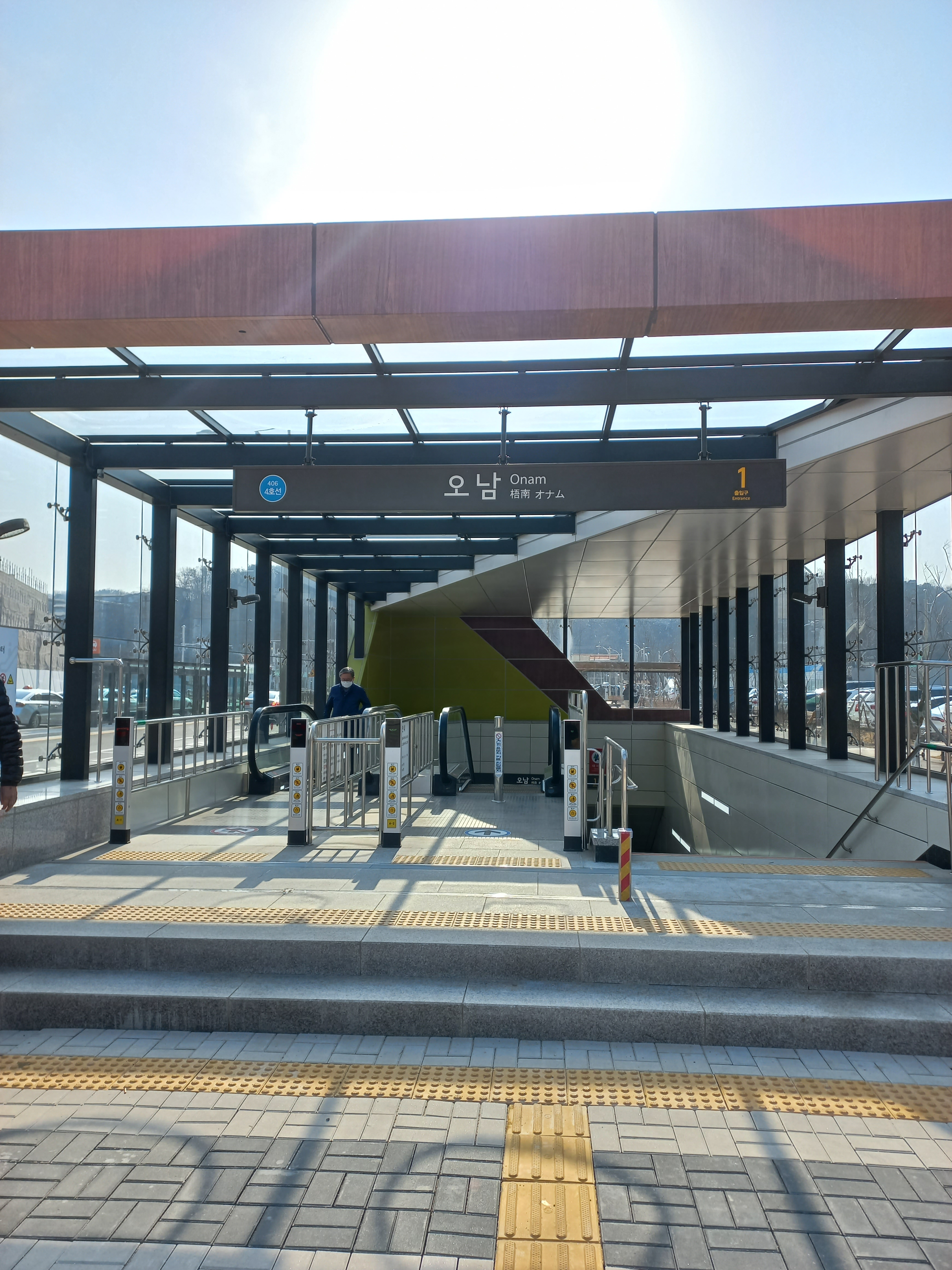
1번출구
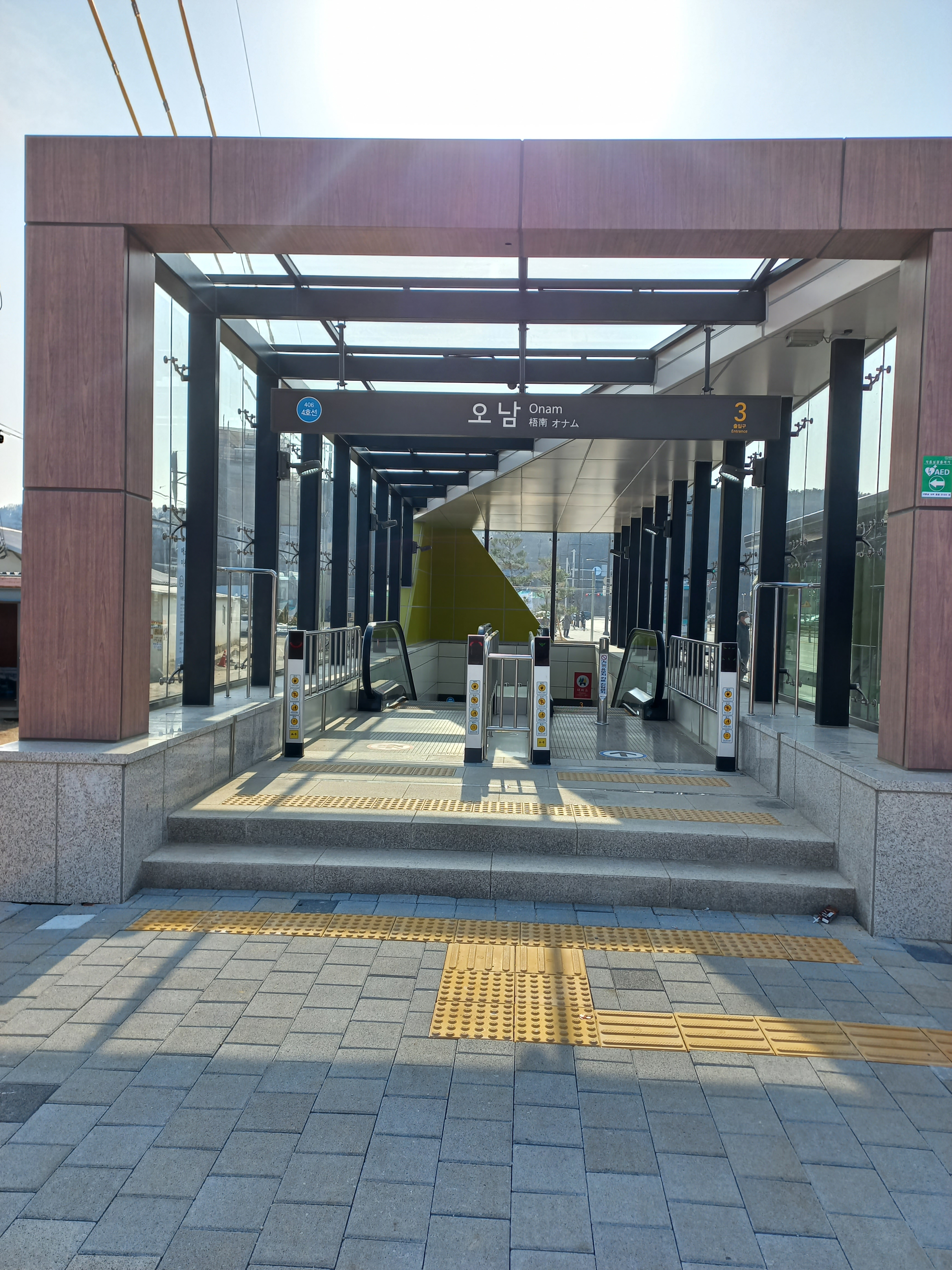
3번출구

## 인접한 역
| 진접선        | 진접선              | 진접선                     |
| ------------- | ------------------- | -------------------------- |
| 405 진접 방면 | ● 수도권 전철 4호선 | 408 별내별가람 남태령 방면 |